# 小泡虎耳草
小泡虎耳草（学名：Saxifraga bulleyana），为虎耳草科虎耳草属下的一个植物种。